# Batalha do vale de Al Masini
A batalha do vale de Al Masini, de codinome Operação Al Faisal pelo governo do Iêmen, foi uma operação para expulsar al-Qaeda na Península Arábica (AQAP) de seus redutos no vale de Misini. 

## Batalha
Em 17 de fevereiro de 2018, as Forças de Elite Hadramitas, auxiliadas por um pesado apoio aéreo dos Emirados Árabes Unidos, lançaram a Operação Al-Faisal, uma ofensiva para retomar o Vale Al-Masini dos militantes da al-Qaeda. A ofensiva começou quando as Forças de Elite de Hadramitas lançaram um ataque preventivo de três direções, que sitiaram todos os militantes islamitas no vale. Em 18 de fevereiro, as Forças de Elite Hadramitas adentraram no vale e começaram a retomar lentamente todas as áreas ao redor do mesmo. Depois de ferozes combates por 48 horas, os militantes da AQAP se retiraram do vale e as forças hadramitas ganharam controle total sobre uma área que era administrada pelos militantes da AQAP no vale e confiscaram o equipamento e munição usadas pelo grupo terrorista para realizar suas operações. O governador da província de Hadramaute, major-general Faraj al-Bahsani, declarou que a operação foi um sucesso e que outras como estas seguirão até que a região esteja completamente livre dos insurgentes. Além disso, enquanto vasculhavam a área, grandes esconderijos de munição, incluindo artilharia e mísseis foram encontrados e as forças iemenitas asseguraram a zona inteira, colocando postos militares e unidades de patrulha nos planaltos ao redor para antecipar qualquer contra-ofensiva dos militantes jihadistas.